# Король з кухні
Король з кухні (англ. The King of the Kitchen) — американська короткометражна кінокомедія режисера Френка Гріффіна 1918 року.

## У ролях
- Гаррі Гріббон — шеф
- Роза Гор — господар будинку
- Єва Новак — її племінниця
- Мэй Эмори — зігнута жінка
- Біллі Армстронг — зігнутий джентльмен
- Олівер Гарді — німецький клієнт
- Мерта Стерлінґ